# Andreas Ottl
Andreas Ottl, né le 1er mars 1985 à Munich, est un footballeur allemand. Il évolue au poste de milieu défensif.
Ottl est un milieu de terrain polyvalent, qui évolue avec l'effectif professionnel du FC Augsburg en 2012-2013.

## Biographie
Formé au Bayern Munich, Ottl y a signé son premier contrat professionnel le 1er juillet 2005. Il est depuis régulièrement utilisé par le club bavarois. Ottl a également joué pour la plupart des sélections de jeunes de l'équipe d'Allemagne. Il est l'un des rares joueurs de l'effectif du Bayern Munich avec Philipp Lahm, Christian Lell, Stephan Fürstner et Sandro Wagner, à être né à Munich. Bien que rarement titulaire, Ottl est souvent utilisé en raison de sa polyvalence, puisqu'il est capable de jouer à tous les postes du milieu de terrain, voire en défense centrale.
Le 2 janvier 2010, il part pour le FC Nuremberg pour un prêt de 6 mois.
Revenu au Bayern Munich, Ottl profite de la blessure de son capitaine Mark van Bommel pour glaner du temps de jeu lors de la première partie de saison.
Arrivé au terme de son contrat avec le Bayern Munich, Ottl signe au Hertha Berlin, fraîchement promu en Bundesliga pour la saison 2011-12. Il y retrouvera ses anciens partenaires bavarois Christian Lell et Thomas Kraft. Le club étant relégué en fin de saison, les années en option de son contrat ne sont pas levées et il est libre au 1er juillet 2012.

## Palmarès
- Champion d'Allemagne : 2006 et 2008
- Vainqueur de la Coupe d'Allemagne : 2006 et 2008
- Vainqueur de la Coupe de la Ligue : 2007